# Бургуэн-Жальё
Бургуэн-Жальё (фр. Bourgoin-Jallieu) — коммуна во Франции, находится в регионе Рона — Альпы. Департамент коммуны — Изер. Входит в состав кантона Бургуэн-Жальё. Округ коммуны — Ла-Тур-дю-Пен.
Код INSEE коммуны — 38053. Население коммуны на 2007 год составляло 23759 человек. Населённый пункт находится на высоте от 210 до 382 метров над уровнем моря. Муниципалитет расположен на расстоянии около 430 км юго-восточнее Парижа, 39 км юго-восточнее Лиона, 60 км северо-западнее Гренобля. Мэр коммуны — Венсан Шрики, мандат действует на протяжении 2014—2020 гг.
Динамика населения (INSEE):

## Города-побратимы
- Рехау (нем. Rehau), Германия
- Бергиш-Гладбах (нем. Bergisch Gladbach), Германия
- Конселиче (итал. Conselice), Италия
- Дунстабл (англ. Dunstable), Англия
- Лутон (англ. Luton), Англия
- Велзен (нидерл. Velsen, Нидерланды
- Уцзян (кит. Wujiang), Китайская Народная Республика

## Известные уроженцы и жители
- Жюльен Боннер (род. 1978) — французский регбист.
- Стефан Гла (род. 1973) — французский регбист.
- Фредерик Дар (1921—2000) — французский писатель.
- Луи Шарль Каффарель (1829—1907) — французский генерал.
- Кевин Монне-Паке (род. 1988) — французский футболист.

## Спорт
В Бургуэн-Жаллье базируется профессиональный регбийный клуб CS Bourgoin-Jallieu, который выступает в третьем дивизионе Франции.
FC Bourgoin-Jallieu (фр.) — местная футбольная команда.
И футбольный, и регбийный клубы играют на стадионе Stade Pierre Rajon.
19-й этап Тур де Франс 2009 года проходил через город.